# Cotinusa
Cotinusa Simon, 1900 è un genere di ragni appartenente alla famiglia Salticidae.

## Biologia
Questo genere di ragni è mirmecofilo, cioè vive in associazione con le formiche, in particolare con le colonie di Tapinoma melanocephalum (Fabricius, 1793) (Dolichoderinae).

## Distribuzione
Le 30 specie note di questo genere sono diffuse in America centrale e meridionale; unica eccezione, la C. splendida rinvenuta in Pakistan.

## Tassonomia
Questo genere è considerato un sinonimo anteriore di Gophoa Simon, 1901 da uno studio dell'aracnologa Galiano del 1963 e di Gertschnusa Mello-Leitão, 1947 sempre dalla stessa Galiano in uno studio del 1980.
A maggio 2010, si compone di 30 specie:
1. Cotinusa adelae Mello-Leitão, 1944 — Argentina
2. Cotinusa albescens Mello-Leitão, 1945 — Argentina
3. Cotinusa bisetosa Simon, 1900 — Venezuela
4. Cotinusa bryantae Chickering, 1946 — Panama
5. Cotinusa cancellata (Mello-Leitão, 1943) — Brasile
6. Cotinusa deserta (Peckham & Peckham, 1894) — Brasile
7. Cotinusa dimidiata Simon, 1900 — Perù
8. Cotinusa distincta (Peckham & Peckham, 1888)[3] — dal Messico al Perù
9. Cotinusa fenestrata (Taczanowski, 1878) — Perù
10. Cotinusa furcifera (Schenkel, 1953) — Venezuela
11. Cotinusa gemmea (Peckham & Peckham, 1894) — Brasile
12. Cotinusa gertschi (Mello-Leitão, 1947) — Brasile
13. Cotinusa horatia (Peckham & Peckham, 1894) — Brasile
14. Cotinusa irregularis (Mello-Leitão, 1945) — Argentina
15. Cotinusa leucoprocta (Mello-Leitão, 1947) — Brasile
16. Cotinusa magna (Peckham & Peckham, 1894) — Brasile
17. Cotinusa mathematica (Mello-Leitão, 1917) — Brasile
18. Cotinusa melanura Mello-Leitão, 1939 — Paraguay
19. Cotinusa puella Simon, 1900 — Brasile
20. Cotinusa pulchra Mello-Leitão, 1917 — Brasile
21. Cotinusa rosascostai Mello-Leitão, 1944 — Argentina
22. Cotinusa rubriceps (Mello-Leitão, 1947) — Brasile
23. Cotinusa septempunctata Simon, 1900 — Venezuela
24. Cotinusa simoni Chickering, 1946 — Panama
25. Cotinusa soesilae Makhan, 2009 — Suriname
26. Cotinusa splendida (Dyal, 1935) — Pakistan
27. Cotinusa stolzmanni (Taczanowski, 1878) — Perù
28. Cotinusa trifasciata (Mello-Leitão, 1943) — Brasile
29. Cotinusa trimaculata Mello-Leitão, 1922 — Brasile
30. Cotinusa vittata Simon, 1900 — Brasile